# Рошель (Джорджія)
Рошель (англ. Rochelle) — місто (англ. city) в США, в окрузі Вілкокс штату Джорджія. Населення — 1167 осіб (2020).

## Географія
Рошель розташований за координатами 31°56′56″ пн. ш. 83°27′25″ зх. д. / 31.94889° пн. ш. 83.45694° зх. д. (31.948766, -83.456882).  За даними Бюро перепису населення США в 2010 році місто мало площу 4,94 км², уся площа — суходіл.

## Демографія
Згідно з переписом 2010 року, у місті мешкали 1174 особи в 477 домогосподарствах у складі 310 родин. Густота населення становила 238 осіб/км².  Було 589 помешкань (119/км²).
Расовий склад населення:
| - 51,4 % — білих - 46,1 % — чорних або афроамериканців - 0,8 % — азіатів - 1,5 % — осіб інших рас |

До двох чи більше рас належало 0,3 %. Частка іспаномовних становила 2,4 % від усіх жителів.
За віковим діапазоном населення розподілялося таким чином: 25,4 % — особи молодші 18 років, 56,9 % — особи у віці 18—64 років, 17,7 % — особи у віці 65 років та старші. Медіана віку мешканця становила 39,5 року. На 100 осіб жіночої статі у місті припадало 85,5 чоловіків;  на 100 жінок у віці від 18 років та старших — 79,1 чоловіків також старших 18 років.
Середній дохід на одне домашнє господарство  становив 40 233 долари США (медіана — 33 242), а середній дохід на одну сім'ю — 46 752 долари (медіана — 38 750). За межею бідності перебувало 16,4 % осіб, у тому числі 16,3 % дітей у віці до 18 років та 5,2 % осіб у віці 65 років та старших.
Цивільне працевлаштоване населення становило 425 осіб. Основні галузі зайнятості: освіта, охорона здоров'я та соціальна допомога — 19,5 %, публічна адміністрація — 19,3 %, оптова торгівля — 13,6 %.